# رانوتوواتس
رانوتوواتس (به صربی: Ranutovac) یک منطقهٔ مسکونی در صربستان است که در ناحیه پچینیا واقع شده‌است. رانوتوواتس ۴۹۰ نفر جمعیت دارد.